# 北聖伊西德羅 (新墨西哥州)
北聖伊西德羅（英語：North San Ysidro）是位於美國新墨西哥州聖米格爾縣的普查規定居民點。

## 人口
根據2020年美國人口普查的數據，北聖伊西德羅的面積為5.95平方千米，皆為陸地。當地共有人口125人，而人口密度為每平方千米21.01人。